# Archigram
Archigram byla avantgardní architektonická skupina, která se zformovala v šedesátých letech dvacátého století se sídlem v architektonické asociaci v Londýně.
Brožura Archigram byla vydána v roce 1961 k vyjádření jejich idejí. Skupina experimentovala s modulární technologií, proměnlivostí přes životní prostředí a zobrazováním spotřebitelské společnosti. Jejich práce přibližovaly lákavou vizi kouzelné budoucnosti období strojů.
Hlavními členy skupiny byli Peter Cook, Warren Chalk, Ron Herron, Dennis Crompton, Michael Webb a David Greene.

## Plug-in city
Plug-in city byl projekt ocelové skeletové konstrukce Petera Cooka z roku 1964. Konstrukce mohla být postavena na jakémkoliv terénu. Jednotlivé buňky byly vloženy do této megastruktury. Všechny buňky šlo přesouvat a zásobování spolu s dopravou lidí probíhalo za použití jeřábů, které byly kotveny na kolejnici na vrcholu struktury. Bytové jednotky zamontované do jeřábů mohly být přemísťovány a přestavovány podle individuálních požadavků obyvatel.

## Gobuňko
Projekt Gobuňko byl originální českou reakcí na studie Archigramu. Vznikl v roce 1971 v pražském Architektonickém družstvu A13. Autory byli architekti Jan Kerel, Zdeněk Hölzel, Petr Keil a Jaroslav Šafer.